# 巴倫湖
53°10′53″N 13°8′53″E / 53.18139°N 13.14806°E

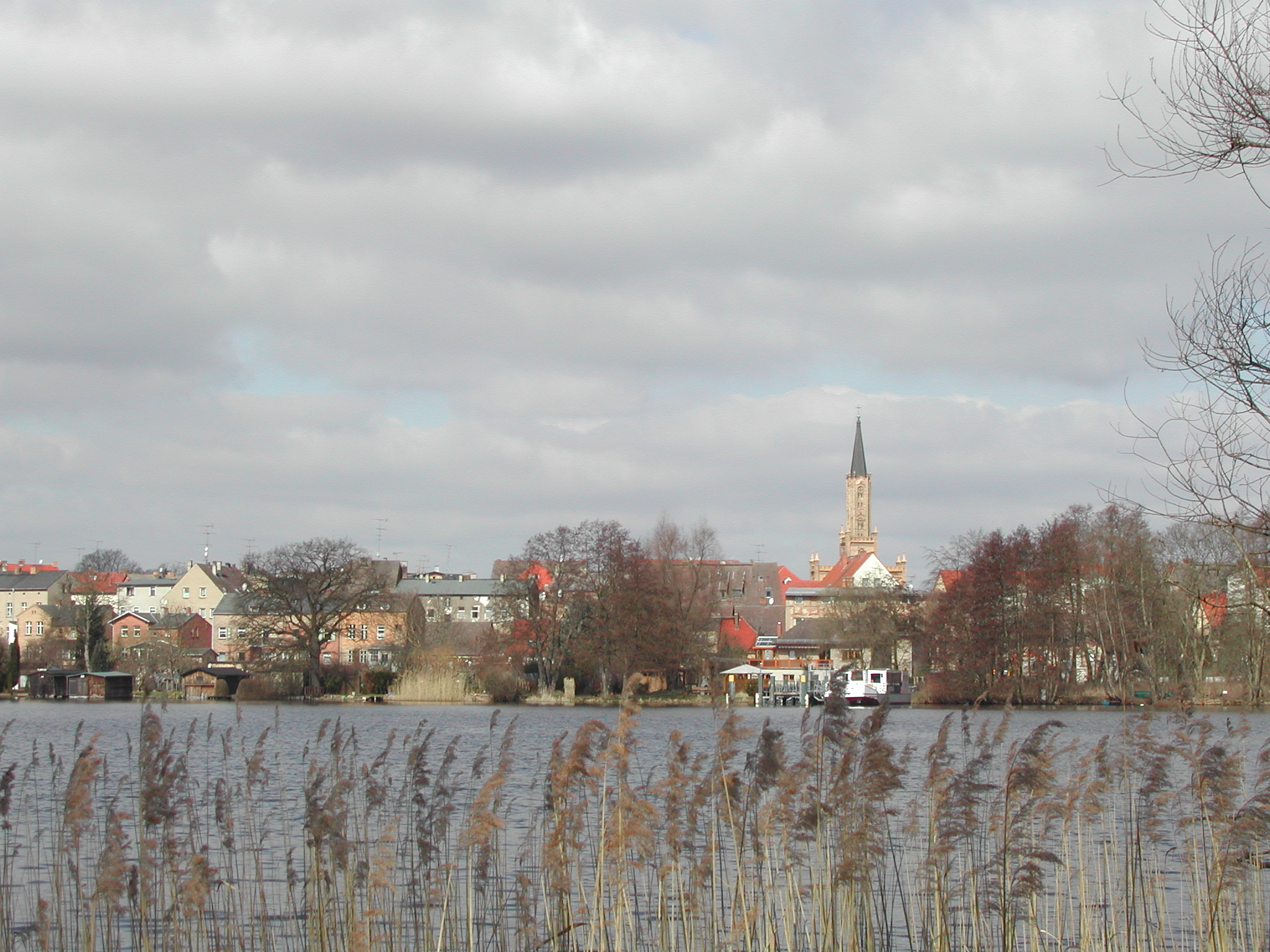

巴倫湖（德語：Baalensee），是德國的湖泊，位於該國東北部，由勃蘭登堡州負責管轄，處於上哈弗爾縣境內，湖水來自哈弗爾河，長0.6公里、寬0.4公里，面積0.2平方公里，海拔高度52米。